# Черкаський професійний автодорожній ліцей
Черкаський професійний автодорожній ліцей — державний навчальний заклад, професійно-технічний навчальний заклад у місті Черкаси.

## Історія
Ліцей було засновано 27 травня 1977 року як Черкаське професійно-технічне училище № 22 Черкаським обласним виробничим управлінням будівництва і експлуатації автомобільних доріг. 1 вересня розпочато навчання за такими спеціальностями як машиніст бульдозера, скрепера, грейдера причепного; слюсар по ремонту автомобіля; радіомонтажник, монтажник радіоапаратури та приладів (на замовлення Черкаського заводу телеграфної апаратури). Першим директором став Сухомлин Павло Іванович. 1983 року директором став Моісеєв Олександр Іванович і за 26 років створив навчально-матеріальну базу училища, ініціював створення при кабінетах навчально-методичні комплекси.

## Спеціальності
Ліцей готує робітників за наступними спеціальностями:
- слюсар з ремонту автомобілів, рихтувальник, водій автотранспортних засобів
- слюсар з механоскладальних робіт, водій автотранспортних засобів
- машиніст дорожньо-будівельних машин, водій автотранспортних засобів
- оператор комп'ютерного набору, секретар керівника

## Випускники
- Моспан Антон Юрійович (1991—2018) — старший солдат Збройних сил України, учасник російсько-української війни.
- Пащенко Валерій Вікторович — підприємець, громадський діяч, лідер громадського руху «З вірою в майбутнє»